# Крим Анатолій Ісакович
Анатолій Ісакович Крим (* 2 вересня 1946, Вінниця) — російськомовний письменник, драматург, сценарист родом з України. Багаторічний секретар ради Національної спілки письменників України за головування Володимира Яворівського.

## Життєпис
Анатолій Крим народився 2 вересня 1946 року у Вінниці. В 1974 році закінчив Літературний інститут імені Горького.
Працював на Чернівецькій студії телебачення. З 1979 року є членом Спілки письменників.
За головування Володимира Яворівського тривалий час обіймав посаду секретаря ради Національної спілки письменників України.
Перважна більшість творів Крима написані російською мовою. Автор романів «Труба», «Вибор», «Граница дождя», «В ожидании мессии», «Украинская Каббала»; збірки оповідань «Чакона», «Рассказы о еврейском счастье»; збірника п'єс: «Долгая дорога домой», «Фиктивный брак», «Завещание целомудренного бабника».
В першу чергу відомий як драматург. Його п'єси увійшли до репертуару багатьох театрів України та закордону. Також є автором багатьох сценаріїв для художніх та телевізійних фільмів.

## Нагороди
- За заслуги з відродження духовності в Україні нагороджений орденом Святого Архистратига Михаїла УПЦ Київського патріархату.